# جورج كاري
جورج كاري (بالإنجليزية: George Carey)‏ هو سياسي بريطاني، ولد في 13 نوفمبر 1935 في لندن في المملكة المتحدة.

## مناصب
- انتخب عضو مجلس الشورى البريطاني.
- انتخب Bishop of Bath and Wells [الإنجليزية]‏.
- انتخب أسقف.
- انتخب أسقف كانتربري.

## وصلات خارجية
- جورج كاري على موقع الموسوعة البريطانية (الإنجليزية)
- جورج كاري على موقع مونزينجر (الألمانية)
- جورج كاري على موقع إن إن دي بي (الإنجليزية)

- الموقع الرسمي